# 대한민국 형법 제324조의5
대한민국 제324조의5는 강요·인질강요·인질상해치상·인질살해·인질치사 미수범에 대한 형법각칙의 조문이다.

## 조문
제324조의5(미수범) 제324조 내지 제324조의4의 미수범은 처벌한다.
[본조신설 1995.12.29]

第324條의5(未遂犯) 第324條 내지 第324條의4의 未遂犯은 處罰한다.
[本條新設 1995.12.29.]

## 같이 보기
- 대한민국 형법 제324조
- 대한민국 형법 제324조의2
- 대한민국 형법 제324조의3
- 대한민국 형법 제324조의4

## 참고 문헌
- 김재윤, 손동권, 『새로운 형법각론』, 율곡출판사, 2013. ISBN 9788997428342

## 같이 보기
- 사기죄
- 사문서부정행사죄